# Ivan Kupala (festività)

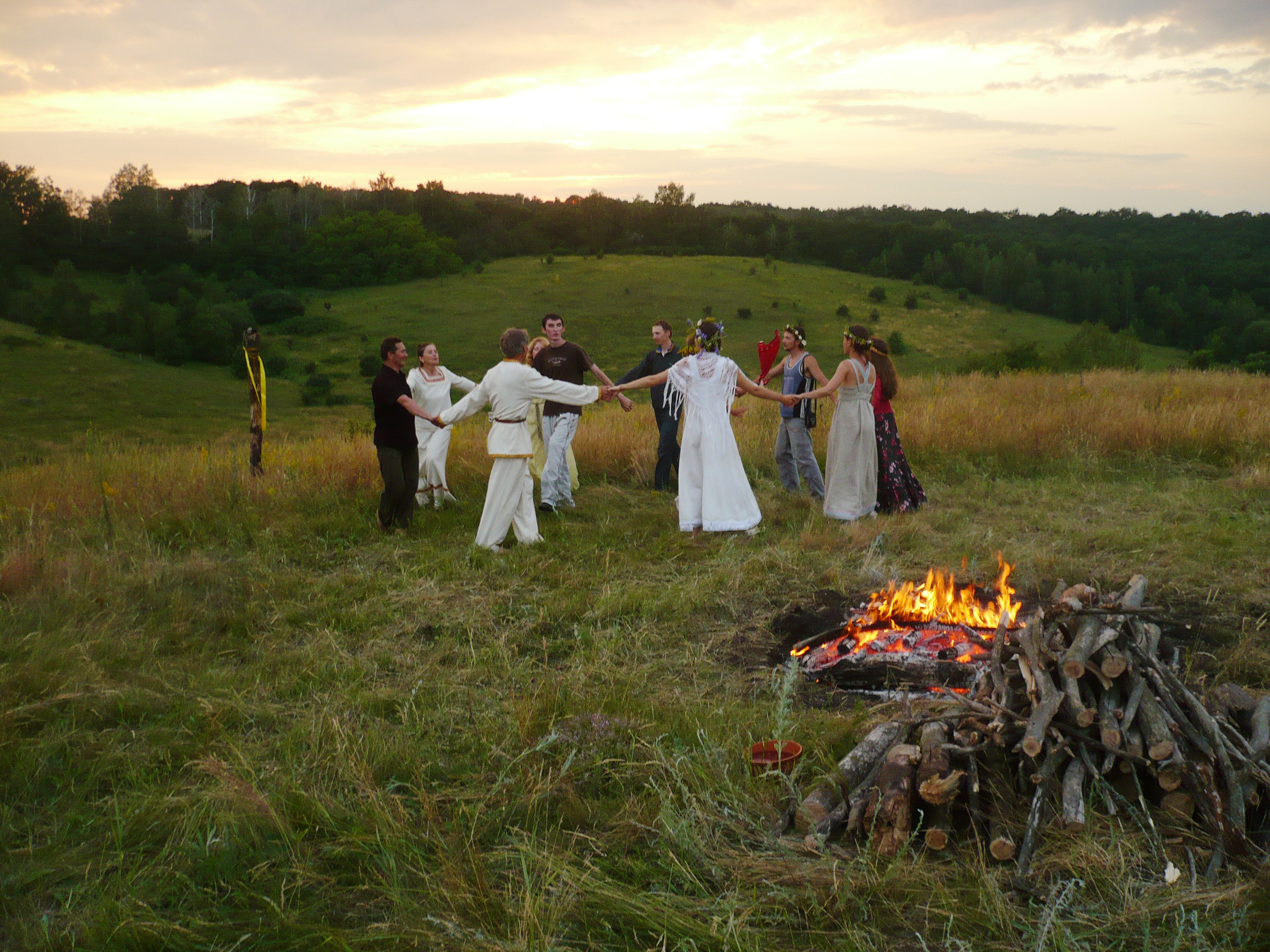
Ivan Kupala nell'Oblast' di Belgorod 2011

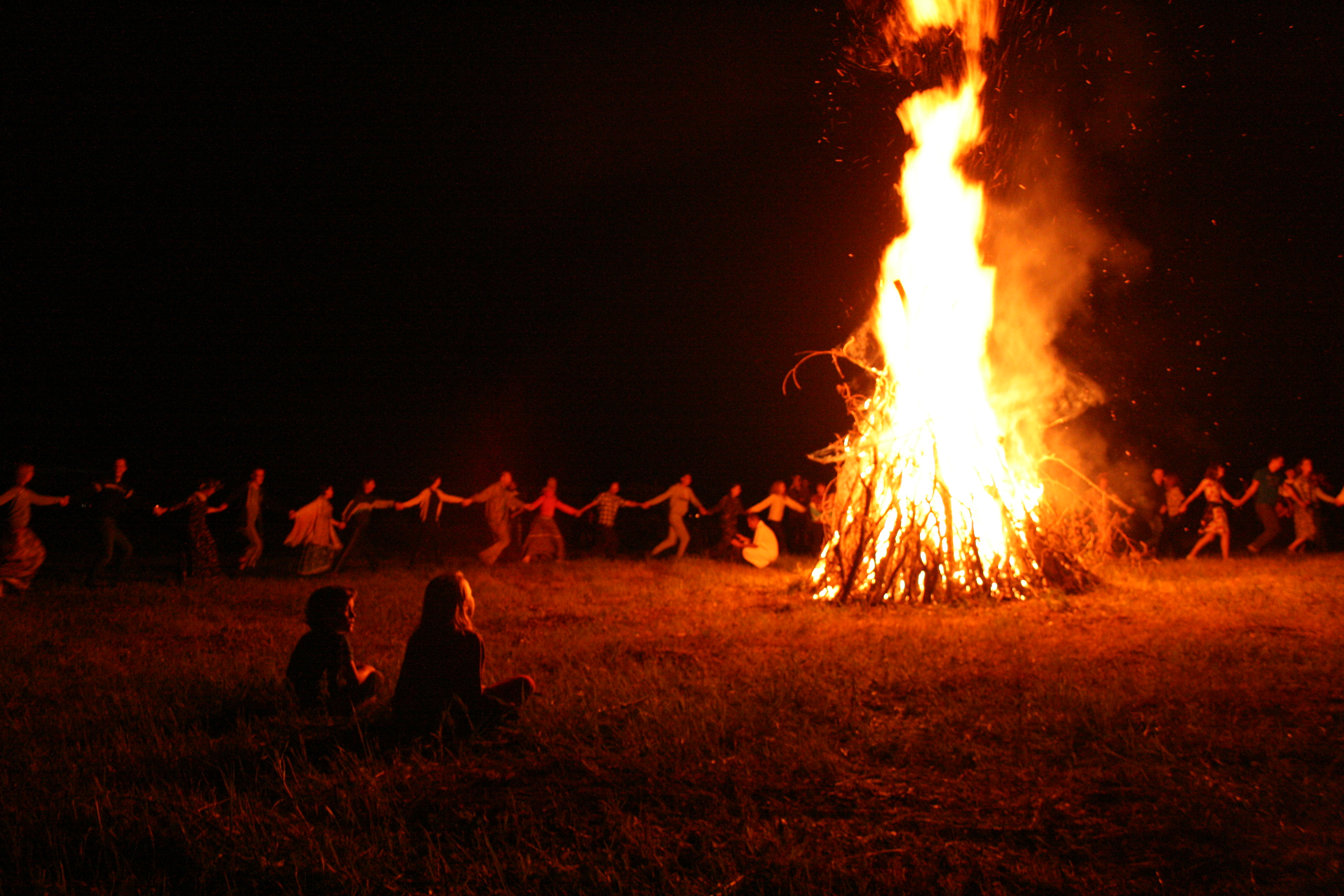
Danza tipica russa attorno al fuoco. Ivan Kupala nell'Oblast' di Belgorod 2017

La Notte di Ivan Kupala (Festa di San Giovanni Battista; in russo Иван-Купала?; in bielorusso: Купалле; in ucraino: Іван Купала; in polacco Noc Kupały; in lituano: Jonines o Rasos) è celebrato in Polonia, Russia, Bielorussia, Lituania e Ucraina di solito nella notte tra il 23/24 giugno secondo il calendario gregoriano o nella notte tra il 6/7 luglio secondo il calendario giuliano ancora usato da molte chiese ortodosse. Il Giorno di Ivan Kupala è una festività collegata al solstizio d'estate, quando le notti sono le più corte dell'anno, e trova il suo opposto nella festività di Koročun collegata al solstizio d'inverno.
Molti studiosi di mitologia, come James Frazer, affermano che la festività sia legata a Kupala, un'antica divinità pagana della fertilità, accettata nel Cristianesimo ortodosso spesso in coincidenza con la celebrazione di San Giovanni Battista e nel giorno del solstizio d'estate.
Il nome bielorusso, ucraino, russo della festività è composto da Ivan, forma slava del nome "Giovanni", e Kupala, il termine slavo collegato al lavarsi in acqua, che è concettualmente affine. Quest'ultima parola è stata collegata all'atto del battesimo per immersione in acqua, da cui deriva il titolo biblico di "Battista" attribuito a Giovanni, sebbene in realtà la tradizione di "Kupala" sia antecedente a quella cristiana, essendo correlata ad una divinità slava pre-cristiana, ed era collegata al nodfyr, un rituale di purificazione tramite il fuoco rigeneratore.
Poiché la celebrazione pagana continuava ad essere popolare anche dopo l'introduzione del Cristianesimo, essa fu semplicemente accettata e ristabilita come tradizione cristiana connessa al folklore locale. In rare occasioni è nominata al femminile come Ivanna Kupala.
La festività è ancora entusiasticamente celebrata dai giovani dell'Europa dell'Est. La notte precedente la festività (Notte di Tvorila) è considerata la notte degli scherzi di buonumore (che a volte dà luogo a problemi con le forze dell'ordine). Nello stesso giorno di Ivan Kupala, i ragazzi fanno scherzi con l'acqua e gettano l'acqua addosso alla gente per strada.